# Проезд Дерябина
Прое́зд Деря́бина — улица в Ленинском районе города Ижевск. Проходит на запад от перекрёстка с улицами Милиционной, Свердлова и набережной зодчего Дудина. Нумерация домов ведётся от улицы Свердлова.

## История
Проезд Дерябина — одна из старейших улиц Ижевска, расположенная в месте зарождения города — на плотине Ижевского пруда. Именно здесь в 1760 году был заложен железоделательный завод, а в 1807 году — оружейный.
В связи с особенностями географического положения проезд в XIX веке назывался Плотинным переулком, а затем Плотинной улицей. В 1811—1815 годах на Плотинном переулке было построено здание главного корпуса оружейного завода, башня которого стала символом Ижевска. В 1835 году проезжая часть улицы была замощена камнем. Были построены водостоки и каменные тротуары для пешеходов.
В начале XX века вдоль плотины были посажены молодые тополя, которые за сто лет разрослись и образовали тенистую аллею.
В 1907 году здесь был открыт памятник горному инженеру А. Ф. Дерябину — основателю Ижевского оружейного завода. А 5 марта 1970 года Плотинная улица была переименована в проезд его имени.

## Расположение
Проезд Дерябина расположен в центральной части Ижевска и проходит на запад от площади Оружейников. Географически проезд является прямым продолжением Советской улицы, от которой к его началу ведёт чугунная лестница. Начинаясь от перекрёстка с улицами Милиционной и Свердлова, проезд проходит далее по плотине Ижевского пруда, а затем по аллее на его правом берегу.
По правую сторону от проезда начинается Южная набережная. Сам проезд заканчивается тупиком в центральном промышленном районе города, в 500 метрах к югу от Осинова мыса Ижевского пруда.
Перекрёстком с Южной набережной проезд Дерябина отчётливо делится на две половины. Восточная половина проходит от плотины до речного вокзала и представляет собой благоустроенную набережную ижевского водохранилища. В отличие от восточной западная половина представляет собой тупиковый проезд, пролегающий в промзоне завода «Ижмаш» и ТЭЦ-1.

## Транспорт
Общественный транспорт представлен автобусами № 8, 12, 15, 34 и маршрутным такси № 10, которые курсируют по всей длине проезда. Однако транспорт ходит только в будние дни в «час пик», что связано с отсутствием жилой застройки на улице и необходимостью доставлять рабочих к промышленным предприятиям, расположенным на проезде.
На проезде Дерябина находятся 2 автобусные остановки: «Заводоуправление» и «Станкострой».

## Примечательные здания и сооружения
- плотина Ижевского водохранилища
- памятник А. Ф. Дерябину (1907, скульптор И. Н. Ситников)
- № 1а — пристань Ижевск
- № 2а — проходная оружейного завода
- № 3 — Ижевский машиностроительный завод «Ижмаш»
- № 3/3 — Главный корпус оружейного завода с башней (1815 год, арх. С. Е. Дудин)
- № 3/36 — галерея «Башня»
- № 7 — Ижевская ТЭЦ-1